# Хаті-а
Хаті-а — давньоєгипетський чин, форма звертання і титул, який присвоювали місцевим князям, правителям міст чи намісникам фараона в якомусь регіоні. 
Стандартного перекладу для цього титулу немає, і він часто залишається транслітерованим у науковій літературі. 
У реєстрі рейтингу титулів Хаті-а найчастіше фігурує між титулами іри-пат (князь) та гетемти-біти (королівський ловчий). Цей титул був ознакою надзвичайно високого статусу його власника черед посадовців у Стародавньому Єгипті. 
У регіональних намісників цей титул часто стоїть поодинці з написом перед іменем; але він також часто поєднувався з титулом керівника священиків або керуючого храмом бога, що свідчить про те, що місцеві губернатори також були й головою місцевих релігійних громад.